# مجله خاورمیانه شناسی بریتانیا
مجله خاورمیانه‌شناسی بریتانیا (به انگلیسی: British Journal of Middle Eastern Studies) مجله داوری همتا شده آکادمیکی است که از طرف انجمن خاورمیانه‌شناسی بریتانیا توسط انتشارات روتلج منتشر می‌کند. این مجله از سال ۱۹۷۴ تأسیس شد. تا قبل از سال ۱۹۹۱ نام این مجله، پژوهشنامه خاورمیانه‌شناسی انجمن بریتانیا (به انگلیسی: the British Society for Middle Eastern Studies. Bulletin) نام داشت. بر طبق گزارش استنادی مجلات، این مجله در سال ۲۰۱۹ دارای ضریب تأثیر ۰٫۸۵۷ بوده‌است.